# Ceraspis pauperata
Ceraspis pauperata är en skalbaggsart som beskrevs av Hermann Burmeister 1855. Ceraspis pauperata ingår i släktet Ceraspis och familjen Melolonthidae. Inga underarter finns listade i Catalogue of Life.